# Moviment superlumínic

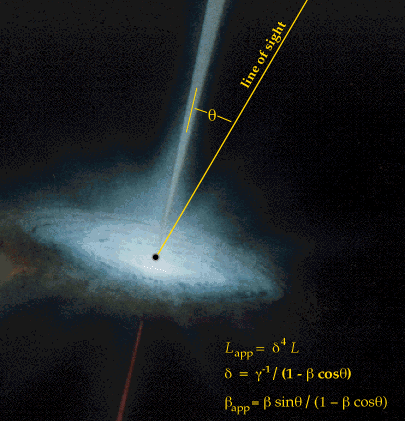
Moviment superlumínic

En astronomia, el moviment superlumínic és el moviment aparentment més ràpid que la llum que s'ha observat en algunes radiogalàxies, quàsars i recentment també en algunes fonts galàctiques anomenades microquàsars. Totes aquestes fonts, es pensa que poden contenir un forat negre, responsable de l'ejecció de massa a gran velocitat.
Quan es va observar per primera vegada als anys 70, el moviment superlumínic va ser considerat una prova contra la teoria que els quàsars tenen distàncies còsmiques. Encara que alguns astrofísics encara discuteixen aquest punt de vista, la majoria creu que les velocitats aparents més grans que la llum són il·lusions òptiques i no suposen cap incompatibilitat amb la teoria de la relativitat especial.

## Explicació
L'explicació podria consistir en un simple efecte temporal del viatge de la llum. Imaginem un cos material començant al centre de la galàxia i movent-se molt ràpidament cap a l'observador, quasi de front, però no exactament de front. Quan el cos es troba al centre de la galàxia, emet llum cap a l'observador. Després de moure's, i emetre un altre cop llum cap a l'observador, aquesta llum tindrà un viatge més curt, ja que l'objecte ara es troba més a prop de la Terra. Un observador que ignora el moviment cap a la Terra i només s'adoni del moviment perpendicular menystindrà l'interval de temps real (per al seu sistema inercial de referència), i llavors sobreestimarà la velocitat de l'objecte, aquesta velocitat sobreestimada pot ser algunes vegades la velocitat de la llum.
El moviment superlumínic s'ha vist sovint en dos dolls (jets) oposats, l'un en direcció a la Terra i un altre en direcció contrària. Si l'efecte Doppler s'observa en les dues fonts, se'n pot determinar la velocitat i la distància independentment d'altres observacions.

## Història
El 1966 Martin Rees va predir que:
| « | un objecte que es mogués relativísticament en la direcció adequada podria semblar per a un observador distant que té una velocitat transversal molt més gran que la velocitat de la llum. | » |

Alguns anys després, es van descobrir aquests tipus de fonts com a fonts de ràdio molt distants, com a radiogalàxies i quàsars. Se les va anomenar fonts superlumíniques. El descobriment va ser el resultat d'una nova tècnica anomenada interferometria de base molt llarga, la qual va permetre als astrònoms determinar les posicions amb precisió de mil·lisegons d'arc i, en particular, determinar el canvi en la posició del cel, anomenada moviment propi en un període d'anys. La velocitat aparent s'obté multiplicant el moviment propi per la distància i pot arribar a ser sis vegades la velocitat de la llum.
El 1994, es va obtenir un rècord en velocitat galàctica amb el descobriment d'una font superlumínica a la nostra pròpia galàxia, la font còsmica de raigs X GRS1915+105. L'expansió va succeir en una escala de temps molt curta. Es van poder observar algunes taques expandint-se en parelles en setmanes en 0,5 arcsecs. A causa de l'analogia amb els quàsars, aquestes fonts es van anomenar microquàsars.